# Barbara Dex

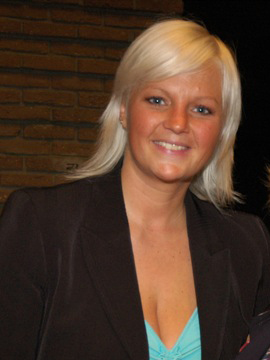

Barbara Maria Karel Deckx (Turnhout, 22 januari 1974), bekend als Barbara Dex, is een Belgisch zangeres.

## Levensloop
Haar vader is zanger Marc Dex, die vooral in de jaren zestig en zeventig in België een populaire zanger was. Zanger Juul Kabas was Barbara's oom.
Dex begint in 1991 een muzikale carrière als ze in het radioprogramma de Kempenshow optreedt. Daar brengt ze covers van liedjes van Ann Christy en Axelle Red. In 1992 neemt ze als studente haar eerste single Een land op.
In 1993 wordt ze geselecteerd om met het liedje Iemand als jij België te vertegenwoordigen op het Eurovisiesongfestival. Op het festival in Millstreet, Ierland eindigt ze echter met drie punten als allerlaatste. Debet hieraan is volgens velen het door Dex zelf vervaardigde jurkje. Hiermee wordt ze nog steeds geplaagd; naar aanleiding hiervan is de Barbara Dex Award ingesteld. Dit is een prijs die jaarlijks werd toegekend door de website House of Eurovision (sinds 2017 werd de organisatie overgenomen door de website songfestival.be) aan de slechtst geklede artiest op het festival. In 2021 werd dat omgevormd tot een positievere prijs voor de opvallendste outfit. De prijs werd daarna niet meer uitgereikt.
Toch is Dex in haar eigen land gelanceerd. Een eerste full-cd Iemand wordt opgenomen en verkoopt vrij goed. Daarop staat ook een Engelse versie van Iemand als jij. Enkele andere liedjes zijn Nederlandse vertalingen van bekende buitenlandse hits. Vanaf 1995 begint ze definitief in het Engels te zingen. De tweede cd van Dex, Tender touch, verschijnt in 1996. Daarop staan liedjes als Sweet Summernights en het duet met Paul Michiels, Leaving this town. In 1997 mag ze de titelsong van de populaire VRT-serie Windkracht 10 inzingen. De goed verkopende soundtrack is er de oorzaak van dat vele optredens, samen met de crew van Windkracht 10, volgen. Begin 1998 verschijnt uiteindelijk de derde Engelstalige cd van Dex, Strong.
Ondertussen trouwt Dex op 18 november 2000 en krijgt ze begin augustus 2001 een zoon; eind 2004 volgt er een tweede zoon. Even later staat ze weer in de schijnwerpers met haar album Timeless. In december dat jaar zingt zij ook mee op Elke dag een feest, een single van Artiesten Zonder Grenzen. In 2004 neemt zij opnieuw deel aan de Belgische preselectie voor het Eurovisiesongfestival 2004. Haar kapsel valt op door een opmerkelijke re-styling. Zij zingt haar nummer samen met zanger/componist Alides Hidding. Het liedje 'One life' eindigt als derde, achter Xandee en Natalia Druyts.
In 2006 neemt ze nogmaals deel aan de preselectie. Haar liedje Crazy wint de tweede voorronde. In de halve finale wordt ze tweede, dankzij de steun van het publiek. In de finale speelt ze echter geen rol van betekenis meer. De single komt wel binnen in de top 10 van de Vlaamse Ultratop 50 en is hiermee haar grootste hit sinds Iemand als jij. Samen met Bart Herman zingt zij het Gordellied van De Gordel, editie 2008, met als titel Onderweg met jou.
In 2009 wordt ze samen met haar vader Marc Dex en oom Juul Kabas (de familie Dex) opgenomen in de Radio 2 Eregalerij voor een leven vol muziek.
Op 17 augustus 2012 krijgt ze de prijs voor de beste vrouwelijke artiest op Radio 2 Zomerhit.
In 2014 toert zij, samen met Jan De Smet, Lucas Van den Eynde en Nele Goossens, door Vlaanderen met het programma Kleinkunsteiland.
In het najaar van 2016 vertolkte ze in Flanders Expo de rol van Mevrouw Pot in de musical Beauty & the Beast.
In 2018 staat ze twee weken op de planken van de Koningin Elisabethzaal voor de musical Zoo of life.
Behalve zangeres is Dex ook uitbaatster van een kledingwinkel in Mol.

## Discografie

### Albums
| Album met hitnotering(en) in de Vlaamse Ultratop 200 albums | Datum van verschijnen | Datum van binnenkomst | Hoogste positie | Aantal weken | Opmerkingen |
| ----------------------------------------------------------- | --------------------- | --------------------- | --------------- | ------------ | ----------- |
| Waiting for a new moon                                      | 1995                  | 01-04-1995            | 42              | 1            |             |
| Tender touch                                                | 1996                  | 20-04-1996            | 22              | 5            |             |
| Strong                                                      | 1998                  | 18-04-1998            | 24              | 6            |             |
| Blue-eyed girl                                              | 03-04-2006            | 08-04-2006            | 16              | 10           |             |
| Barbara Dex                                                 | 07-10-2011            | 22-10-2011            | 62              | 5            |             |
| Dex, drugs and rock 'n roll                                 | 04-03-2016            | 18-03-2016            | 86              | 7            |             |
| Dex tot de tweede macht                                     | 09-02-2018            | 17-02-2018            | 4               | 33           |             |
| Dex in 't groot                                             | 2023                  | 30-04-2023            | 7               | 12           |             |
| Simply Dex                                                  | 2025                  | 24-05-2025            | 6               | 1*           |             |

### Singles
| Single met hitnotering(en) in de Vlaamse Ultratop 50 | Datum van verschijnen | Datum van binnenkomst | Hoogste positie | Aantal weken | Opmerkingen                                 |
| ---------------------------------------------------- | --------------------- | --------------------- | --------------- | ------------ | ------------------------------------------- |
| Iemand als jij                                       | 1993                  | 08-05-1993            | 19              | 7            | Nr. 2 Vlaamse Top 10                        |
| Amoureuse                                            | 1998                  | 02-05-1998            | tip10           | -            |                                             |
| One life                                             | 2004                  | 28-02-2004            | 11              | 10           | met Alides / Nr. 7 in de Radio 2 Top 30     |
| Crazy                                                | 2006                  | 04-03-2006            | 5               | 6            | Nr. 5 in de Radio 2 Top 30                  |
| I am                                                 | 26-04-2010            | 15-05-2010            | 30              | 8            | met Tom Helsen / Nr. 3 in de Radio 2 Top 30 |
| Before                                               | 19-09-2011            | 05-11-2011            | 37              | 4            | Nr. 14 in de Radio 2 Top 30                 |
| What will you do                                     | 2012                  | 04-02-2012            | tip43           | -            |                                             |
| Be who you wanna be                                  | 2012                  | 18-08-2012            | tip31           | -            |                                             |
| A wind called love                                   | 2014                  | 27-09-2014            | tip73           | -            | met Gunther Verspecht                       |
| Ik zen zoe blij                                      | 2015                  | 14-02-2015            | tip38           | -            | met Petticoat / Nr. 16 Vlaamse Top 50       |
| Falling in love                                      | 2015                  | 25-07-2015            | tip22           | -            |                                             |
| My day                                               | 2015                  | 02-01-2016            | tip22           | -            |                                             |
| Get your groove on                                   | 2016                  | 04-06-2016            | tip             | -            |                                             |
| Waar moet ik heen zonder jou                         | 2017                  | 16-12-2017            | tip18           | -            | Nr. 3 Vlaamse Top 50                        |
| Niet huilen mama                                     | 2018                  | 19-05-2018            | tip23           | -            | Nr. 11 Vlaamse Top 50                       |
| Hier voel ik me thuis                                | 2018                  | 23-06-2018            | tip4            | -            | Nr. 5 Vlaamse Top 50                        |